# Algoritmetest
De algoritmetest is een techniek voor het uitvoeren van tests van software. 
De algoritmetest is een structuurtest, dat houdt in dat de test gebaseerd is op de structuur van het programma, en niet zozeer op de functionele werking ervan. De algoritmetest is een technische test, die door de programmeur of de systeemtester uitgevoerd kan worden.
In een algoritmetest worden de verschillende theoretisch mogelijke paden die in een programma doorlopen kunnen worden geïnventariseerd. Daarvoor is het nodig dat er informatie beschikbaar is over de beslispunten, de punten waar een pad zich kan splitsen, in de programmatuur. Een pad is dan de verbinding van een beslispunt met een ander beslispunt of van een beslispunt met een (serie van) actie. Tijdens het specificeren van de test wordt ervoor gezorgd dat het pad het programma of functie van begin tot eind doorloopt. Afhankelijk van de gekozen diepgang (ook wel: testmaat) van de tests wordt bepaald welke paden getest moeten worden. De diepgang geeft hierbij aan hoeveel beslispunten en acties aan elkaar worden verbonden in elk van de paden. Op deze manier ontstaan in elk testpad combinaties van twee, drie, et cetera beslispunten met bijbehorende acties.